# 内山賢次
内山 賢次（うちやま けんじ、1889年9月20日 - 1971年12月28日）は、日本の翻訳家。新潟県生まれ。正則英語学校中退。ダーウィン、シートンなど、科学系の読物を多数翻訳した。
『シートン動物記』は内山のライフワークとして評論社から刊行されたが、後に評論社とトラブルになり、評論社版は別の訳者にさしかえられた。内山は自身の訳を他の出版社から出版しようとしたが、その際、シートン自身の挿絵の権利がなく、絵を差し替えられた。

## 著書
- 『動物ものがたり 1』（時代社） 1946
- 『市民随筆』（牧書房） 1948
- 『雪の上の足あと シートンと動物たち』（講談社、これからの少年少女のために） 1948
- 『たのしい動物誌』1・2・3（牧書房） 1948
- 『ビーグル号の博物学者 ダーヴィン』（伊藤書店、少年少女伝記読本） 1949
- 『市民随筆 続』（白揚社） 1949
- 『ゴンダの勇者 本当にあった動物奇談 世界動物談』（國民図書刊行会） 1951
- 『世界のたんけん』（小峰書店、小学生文庫） 1951
- 『シートン 愛の動物学者』（ポプラ社、偉人伝文庫） 1953

## 翻訳
- 『殺人者の悔恨』（トルストイ、洛陽堂） 1917
- 『トルストイの日記 青年時代』（洛陽堂） 1920
- 『ゴリキイの見たるトルストイ』（ゴリキイ、下出書店、新生会叢書） 1921
- 『チエホフの手紙』（洛陽堂） 1921
- 『ドストイエフスキー研究』（ロイド、下出書店） 1921
- 『エミール教育論』（ルーソー、洛陽堂） 1922
- 『マルクスからレニンまで』（ヒルキツト(Morris Hillquit)、二松堂書店、表現叢書） 1923
- 『科学史概論』（リツピー(Walter Libby)、岡邦雄共訳、春秋社） 1923
- 『四少女』（オルコット、春秋社、家庭文学名著選)  1923
- 『科学概論』（トムソン、アテネ書院） 1924
- 『人間不平等起原論』（ルツソー、太陽堂） 1924
- 『大なる飢ゑ』（ヨハン・ボイエル、アルス、アルス・ポピュラアー・ライブラリー） 1924
- 『結婚三部曲』（アルツイバアシエフ、アテネ書院） 1924
- 『倫理学 其の起源と発達』（ピーター・クロポトキン、アルス） 1925
- 『書翰・日記・公開状・雑纂 トルストイの恋文』（「全集14」トルストイ全集刊行会） 1925
- 『世界文学物語』（ジョン・マーシー、アルス） 1926
- 『思ひ出の記』（アレキサンダー・ヘルツェン、春秋社） 1926
- 『種の起原』（チヤールズ・ロバアト・ダーウィン、石田周三共訳、春秋社、世界大思想全集） 1927
- 『愛慾三部曲』（アルツイバアシエフ、春秋社） 1927
- 『社会学原理 / 社会学要論』（ギッディングス / ウオード、ディーレー、春秋社、世界大思想全集） 1929
- 『宇宙の謎』（ヘッケル、春秋社、春秋文庫） 1929
- 『グレート・ラヴ』（コロンタイ、アルス） 1930
- 『近代青年の叛逆』（ベン・リンジー、春秋社） 1930
- 『裸体礼讚』（パーメリー、万里閣書房） 1930
- 『結婚の破産』（V・F・カルヴァートン、春秋社） 1930
- 『夜歩く』（ジョン・ディクソン・カー、天人社） 1930
- 『ヴアン・ルーンの地理学』（厚生閣） 1933
- 『ヴイキングの末裔』（ヨハン・ボーイェル、春陽堂、世界名作文庫)  1933
- 『「ビーグル」号航海記』（ダーウィン、「全集1」白揚社） 1938。のち改造社、河出書房、新潮文庫、グーテンベルク21（電子書籍）
- 『野生動物記』（ハワード・エル・ヘステイングス、三笠書房、動物と自然シリーズ） 1939
- 『人間の由来』下（ダーウィン、石田周三共訳、「全集7」白揚社） 1939
- 『仔鹿物語』（フェリックス・ザルテン、三笠書房、動物と自然シリーズ） 1940
- 『世界文学五十講』（ジョン・メイシー、第一書房） 1940
- 『蒙古平原を横ぎる』（ロイ・チャップマン・アンドリューズ、育生社弘道閣、新日本圏叢書） 1941
- 『地中の宝の話』（ピーターシャム、フタバ書院成光館） 1942
- 『神秘島物語 科学探険』（ジュール・ヴェルヌ、フタバ書院成光館） 1942
- 『世界大戦回顧録』（ロイド・ジョージ、片岡貢・村上啓夫共訳、改造社） 1940 - 1942
- 『山の犬里の犬』（ターヒュン、フタバ書院成光館） 1943
- 『北洋出漁』（ヨハン・ボイエル、改造社、現代海洋文学全集5） 1941
- 『緑の魔術』（ケンリー、北隆館） 1944
- 『社會主義讀本』（トマス・カーカップ、牧書房） 1946.4
- 『自叙伝 宗教観と思い出』（ダーウィン、改造社、改造選書)  1949
- 『奇跡を生む動物たち』（G・エックシュタイン、トッパン） 1950
- 『蝋の都 ケンリー博物記』（ジュリー・クロッソン・ケンリー、岩崎書店） 1950
- 『地球の伝記』（ジョージ・ガモフ、白揚社） 1950
- 『世界文学史』（ジョン・メイシイ、新潮社） 1950
- 『人類解放物語 人類が考える権利をもとめた闘いの物語』（ヴァン・ルーン、三笠書房） 1951
- 『博物記』第1 - 第7（ケンリー、筑摩書房） 1951 - 1953、のち角川文庫
- 『地球の伝記』（ガモフ、白井俊明共訳、白揚社、新版ガモフ全集3） 1952
- 『働くものの世界史 時の初めから人間のしてきたことを無産者の立場から見た物語』（A・バートン、牧書房） 1952
- 『名馬スモーキー』（ウィル・ジェームズ、評論社、世界動物名作選） 1954
- 『人類発明文化史物語』（ヴァン・ルーン、河出書房、世界少年少女科学全集） 1955
- 『アフリカ・ジャングル動物記』（R・ダグモア、評論社、世界動物名作選） 1955
- 『これが象だ!』（H・オーベルヨハン、岩波新書） 1955
- 『アリの国探検記』（ケンリー、野々口重絵、実業之日本社、少年少女世界の本8） 1957、のち旺文社文庫
- 『星に生まれたもの』（ケンリー、立石鉄臣絵、実業之日本社、少年少女世界の本2） 1957、のち旺文社文庫
- 『蜜ばちの都』（ケンリー、野々口重絵、実業之日本社、少年少女世界の本18） 1958、のち旺文社文庫
- 『狂信の創造者スターリン』（イサド・ベイ、論争社） 1961

### シートン関係
- 『動物記』（E・T・シートン、白揚社） 1937 - 1938
- 『動物手帖』（シートン、三笠書房、動物と自然シリーズ） 1941
- 『シートン自叙伝 芸術的博物学者の足跡』（シートン、白揚社） 1941
- 『シートン全集』第1 - 第7（シートン、評論社） 1951
- 『動物記』全18巻（シートン、評論社） 1952 - 1956、のち角川文庫
- 『シートン全集』第9 - 第18＋別巻「動物記9/英雄犬サンタナ」（シートン、評論社） 1952 - 1958
- 『シートン動物記』第1 - 第8（シートン、新潮社） 1956 - 1957
- 『森のロルフ』（シートン、角川文庫） 1960

## 参考
- 文藝年鑑